# Likoma (geslacht)
Likoma is een geslacht van vlinders uit de onderfamilie Smerinthinae van de familie pijlstaarten (Sphingidae).

## Soorten
- Likoma apicalis (Rothschild & Jordan, 1903)
- Likoma crenata Rothschild & Jordan, 1907